# Dasypsyllus
A Dasypsyllus a rovarok (Insecta) osztályának a bolhák (Siphonaptera) rendjébe, ezen belül a Ceratophyllidae családjába tartozó nem.

## Tudnivalók
A Dasypsyllus-fajok széles körben elterjedtek. Ezek a külső élősködők a madarak (Aves) tollazata között élnek és azok vérével táplálkoznak. E bolhanem legismertebb faja a Dasypsyllus gallinulae, amely többek között a léprigó (Turdus viscivorus) és a vízityúk (Gallinula chloropus) legfőbb élősködője.

## Rendszerezés
A nembe az alábbi 8 faj tartozik:
- Dasypsyllus aemulus (Jordan, 1933)
- Dasypsyllus araucanus (Jordan & Rothschild, 1920)
- Dasypsyllus comatus (Jordan, 1933)
- Dasypsyllus cteniopus (Jordan & Rothschild, 1920)
- Dasypsyllus gallinulae (Dale, 1878)
- Dasypsyllus lasius (Rothschild, 1909)
- Dasypsyllus plumosissimus (Smit, 1976)
- Dasypsyllus stejnegeri (Jordan, 1929)

### Fordítás
- Ez a szócikk részben vagy egészben  a   Dasypsyllus című angol Wikipédia-szócikk ezen változatának fordításán alapul.  Az eredeti cikk szerkesztőit annak laptörténete sorolja fel. Ez a jelzés csupán a megfogalmazás eredetét és a szerzői jogokat jelzi, nem szolgál a cikkben szereplő információk forrásmegjelöléseként.